# برادفورد سيتي
برادفورد سيتي، نادي كرة قدم إنجليزي، تأسس في عام 1903، ويلعب في الدوري الانجليزي الدرجة الثانية.